# Russell Thacher Trall
Russell Thacher Trall  (5 de agosto de 1812-23 de septiembre de 1877) fue un médico americano y defensor de la hidroterapia, la higiene natural y el vegetarianismo. Trall fue el autor del primer libro de cocina vegetariana americana en 1874.

## Biografía
Trall nació en Vernon, Connecticut. Se formó en medicina y obtuvo su doctorado en 1835 en el Colegio Médico de Albany, pero había roto con los tratamientos médicos convencionales. Trall practicó la medicina alternativa en la ciudad de Nueva York desde 1840. Fue influenciado por el movimiento de sanación por el agua (hidroterapia) y estableció su propia institución de hidroterapia en Nueva York en 1844. En 1849 fundó la Sociedad Americana de Hidropatía con Joel Shew y Samuel R. Wells. Trall y Wells también establecieron la Sociedad Americana Antitabaco en 1849. En 1850, organizó una convención de la Sociedad Americana de Hidropatía en Nueva York y durante este año la Sociedad se convirtió en la Asociación Americana de Higiene e Hidropatía de Médicos y Cirujanos.
Trall fue el autor de la Enciclopedia Hidropática en dos volúmenes en 1851. Recomendaba el baño diario y el uso de agua fresca o fría. En 1853, Trall fundó la Escuela Hidropática y Fisiológica de Nueva York que expedía diplomas. En 1857 se convirtió en el New York Hygeio-Therapeutic College. Trasladó sus operaciones a Nueva Jersey en 1867, con su Hygeian Home. Editó la revista The Water-Cure, que más tarde rebautizó como The Herald of Health. Trall fue un defensor del sistema conocido como "higienoterapia", una mezcla de hidroterapia con dietas específicas y ejercicio que incluía aire fresco, higiene y masajes. Casi desapareció a su muerte en 1877 pero fue recuperado por Sebastian Kneipp en la década de 1890.

## Vegetarianismo
Fue un influyente promotor del vegetarianismo y fue vicepresidente de la Sociedad Vegetariana Americana. Su libro de recetas de cocina, The Hygeian Home Cook-Book, publicado en 1874, es el primer libro de cocina vegana conocido en América. El libro contiene recetas que no utilizan "leche, azúcar, sal, levadura, ácidos, álcalis, grasa o condimentos de cualquier tipo". Trall también se opuso al consumo de alcohol, café, carne, té y al uso de sal, azúcar, pimienta y vinagre. Creía que las especias eran peligrosas para la salud.
En 1910, el médico David Allyn Gorton señaló que la dieta de Trall era "la más simple y abstemia, y que consistía principalmente en pan Graham, galletas Graham duras, frutas y nueces y dos comidas al día, sin sal".

## Selección de publicaciones
- El Hydropathic Enciyclopedia(dos volúmenes, 1851)
- Tabaco : Su Historia, Naturaleza, y Efectos, con Hechos y Figuras para los fumadores (1854)
- Frutas y Farináceas: La Comida Apropiada de Hombre (John Smith, con notas e ilustraciones por R. T. Trall, 1856)
- El Nuevo Libro de Cocina hidropático (1857)
- Hidroterapia para el Millón (1860)
- La Base Científica del Vegetarianism (1860)
- Mano-Libro de Práctica Higiénica (1864)
- El Verdadero Arte de la Curación Cierto: Higiene vs. Medicación (1872)
- El libro de mano de la Higiene (1873)
- The Hygeian Home Cook-Book(1874)
- Fisiología popular (1875)

## Galería

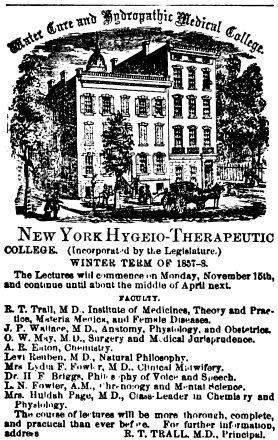
Nueva York Hygeio-Universidad Terapéutica, 1857
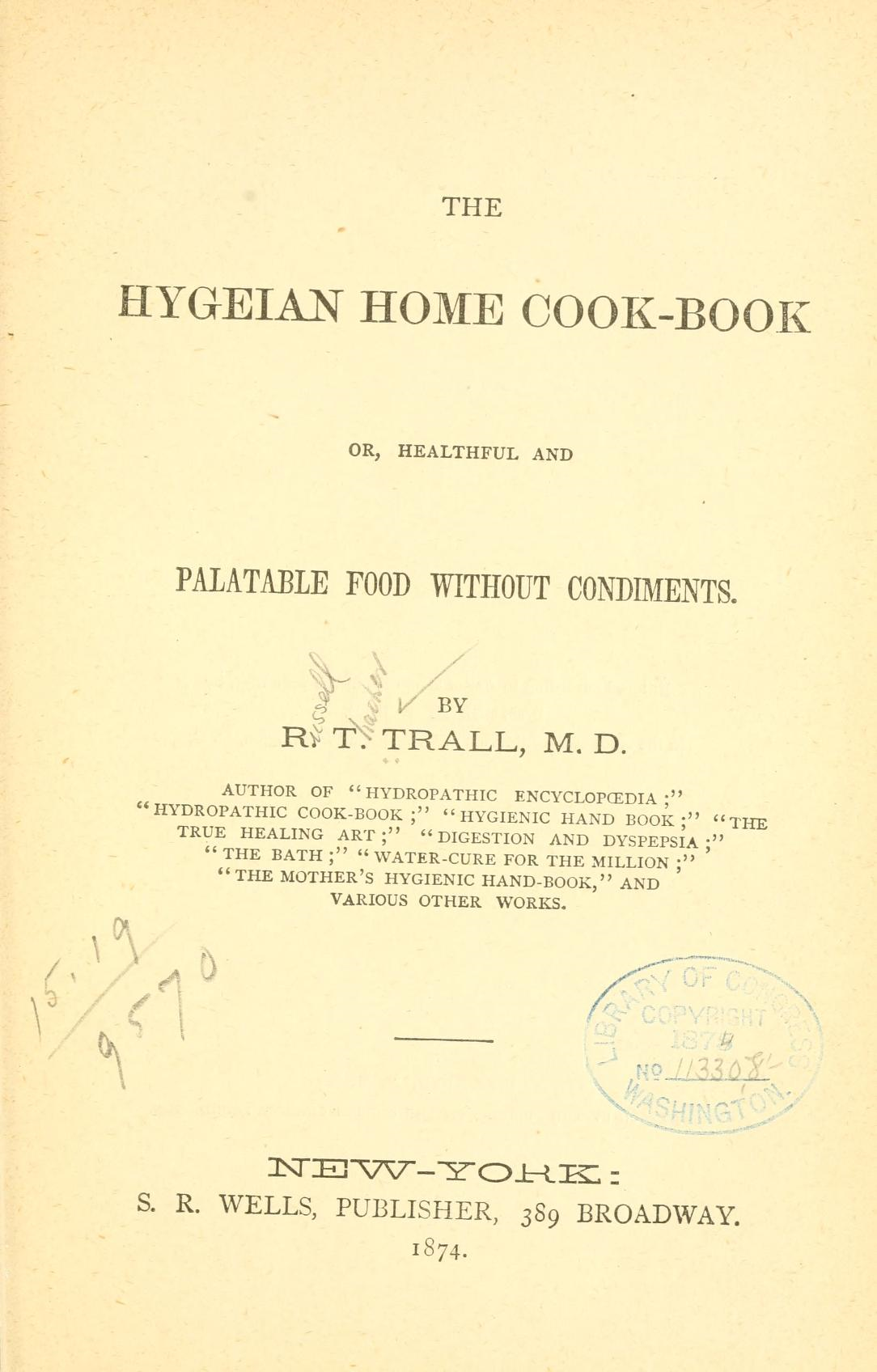
El Hygeian Cocinero de Casa-Libro, 1874
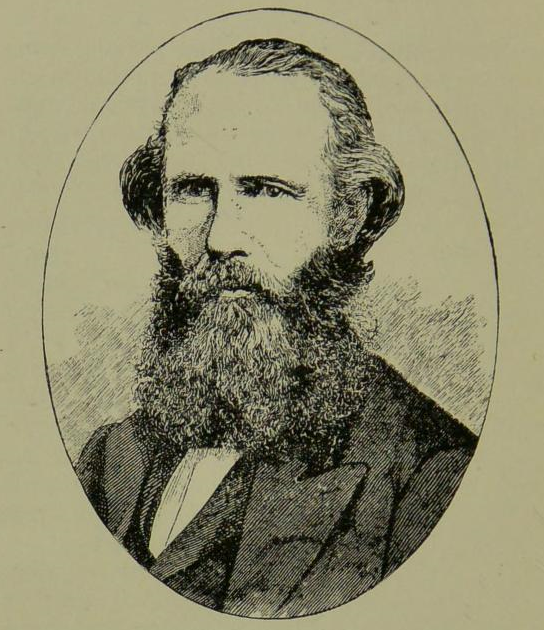
Croquis de Trall